# Au pays
 (août 2024).
Si vous disposez d'ouvrages ou d'articles de référence ou si vous connaissez des sites web de qualité traitant du thème abordé ici, merci de compléter l'article en donnant les références utiles à sa vérifiabilité et en les liant à la section « Notes et références ».
Au pays est une mélodie de la compositrice Augusta Holmès composée en 1901.

## Composition
Augusta Holmès compose cette mélodie en 1901 sur un poème écrit par elle-même. La dédicace est faite à M. Félix Vieuille, de l'Opéra comique. La tonalité originale est en sol majeur. Elle a été éditée aux éditions Grus. 

## Poème
Merci de procéder au transfert en conservant l'historique. 
Sur la route,

Et gaîment,

Sans une croute !

Sur la route,

Et gaîment,

Marche le régiment !

Rien à boire,

En haillons,

Mais pleins de gloire !

Rien à boire,

En haillons,

Marchent les bataillons !

Vingt blessures

Dans la peau

Point de chaussures !

Vingt blessures

Dans la peau,

Ils suivent le Drapeau !

Sur la route,

Et gaîment,

Sans une croute !

Sur la route,

Et gaîment,

Marche le régiment !

Ah ! c'est le pays !

C'est mon village

Où ma fleur sauvage

M'attend encor !

Regarde par ici, la belle au frais corsage !

C'est Jean-Pierre qui vient réclamer son trésor !

Ma Jeannette, dis moi que tu m'attends encor !

Bah ! Bah ! Bah !

Je suis mariée

Et depuis longtemps !

Crois tu pas

Que toujours je t'espère et toujours je t'attends ?

J'ai pris le beau fermier qui m'a louée

À la criée…

Va-t-en ! ne me suis pas…

On me croirait trop éveillée…'

Bah ! Bah ! Bah !

Ce n'est point de ma faute, tu sais, mon pauv'gas

Car on m'avait bien dit que tu n'reviendrais pas !

Ah ! Ah ! c'est fini !

Faut donc que je m'en aille ?

Bataille ! Bataille ! Bataille !

Sur la route,

Et gaîment,

Sans une croute !

Sur la route,

Et gaîment,

Marche le régiment !

Rien à boire,

En haillons,

Mais pleins de gloire !

Rien à boire,

En haillons,

Marchent les bataillons !

Vingt blessures

Dans la peau

Point de chaussures !

Vingt blessures

Dans la peau,

Ils suivent le Drapeau !

Sur la route','

Et gaîment,

Sans une croute !

Sur la route,

Et gaîment,

Marche le régiment !